# Magnetopauza
Magnetopauza – powierzchnia, na której występuje równowaga ciśnienia wiatru słonecznego i ciśnienia pola magnetycznego danej planety, zlokalizowana na granicy magnetosfery planety. Magnetopauza Ziemi znajduje się w odległości 10,4 promienia Ziemi od środka planety.